# Halterofilismo nos Jogos Olímpicos de Verão de 1968
O halterofilismo nos Jogos Olímpicos de Verão de 1968 foi realizado entre 13 e 19 de outobro, na Cidade do México, no México, com sete eventos disputados, todos masculinos. Um total de 160 atletas de 55 nações participou. As competições ocorreram no Teatro de los Insurgentes e também valeram como Campeonato Mundial de Halterofilismo de 1968.
Três provas compuseram as competições no halterofilismo: o desenvolvimento (também conhecido como desenvolvimento militar ou prensa militar), o arranco e o arremesso, sendo o total das somas desses três levantamentos utilizado para determinar os vencedores.

## Eventos do halterofilismo
Masculino: até 56 kg | até 60 kg | até 67,5 kg | até 75 kg | até 82,5 kg | até 90 kg | acima de 90 kg

## Galo (–56 kg)
| Pos. | Atleta           | Nação         | Desenvolvimento | Arranco  | Arremesso | Total    |
| ---- | ---------------- | ------------- | --------------- | -------- | --------- | -------- |
|      | Mohammad Nassiri | Irã (IRI)     | 112,5 kg        | 105,0 kg | 150,0 kg  | 367,5 kg |
|      | Imre Földi       | Hungria (HUN) | 125,5 kg        | 105,0 kg | 140,0 kg  | 367,5 kg |
|      | Henryk Trębicki  | Polônia (POL) | 115,0 kg        | 107,5 kg | 135,0 kg  | 357,5 kg |

## Pena (–60 kg)
| Pos. | Atleta           | Nação                 | Desenvolvimento | Arranco  | Arremesso | Total    |
| ---- | ---------------- | --------------------- | --------------- | -------- | --------- | -------- |
|      | Yoshinobu Miyake | Japão (JPN)           | 122,5 kg        | 117,5 kg | 152,5 kg  | 392,5 kg |
|      | Dito Chanidze    | União Soviética (URS) | 120,0 kg        | 117,5 kg | 150,0 kg  | 387,5 kg |
|      | Yoshiyuki Miyake | Japão (JPN)           | 122,5 kg        | 115,0 kg | 147,5 kg  | 385,0 kg |

## Leve (–67,5 kg)
| Pos. | Atleta               | Nação         | Desenvolvimento | Arranco  | Arremesso | Total    |
| ---- | -------------------- | ------------- | --------------- | -------- | --------- | -------- |
|      | Waldemar Baszanowski | Polônia (POL) | 135,0 kg        | 135,0 kg | 167,5 kg  | 437,5 kg |
|      | Parviz Jalayer       | Irã (IRI)     | 125,0 kg        | 132,5 kg | 165,0 kg  | 422,5 kg |
|      | Marian Zieliński     | Polônia (POL) | 135,0 kg        | 125,0 kg | 160,0 kg  | 420,0 kg |

## Médio (–75 kg)
| Pos. | Atleta           | Nação                 | Desenvolvimento | Arranco  | Arremesso | Total    |
| ---- | ---------------- | --------------------- | --------------- | -------- | --------- | -------- |
|      | Viktor Kurentsov | União Soviética (URS) | 152,5 kg        | 135,0 kg | 187,5 kg  | 475,0 kg |
|      | Masashi Ohuchi   | Japão (JPN)           | 140,0 kg        | 140,0 kg | 175,0 kg  | 455,0 kg |
|      | Károly Bakos     | Hungria (HUN)         | 137,5 kg        | 132,5 kg | 170,0 kg  | 440,0 kg |

## Pesado-ligeiro (–82,5 kg)
| Pos. | Atleta           | Nação                 | Desenvolvimento | Arranco  | Arremesso | Total    |
| ---- | ---------------- | --------------------- | --------------- | -------- | --------- | -------- |
|      | Boris Selitski   | União Soviética (URS) | 150,0 kg        | 147,5 kg | 187,5 kg  | 485,0 kg |
|      | Vladimir Belyaev | União Soviética (URS) | 152,5 kg        | 147,5 kg | 185,0 kg  | 485,0 kg |
|      | Norbert Ozimek   | Polônia (POL)         | 150,0 kg        | 140,0 kg | 182,5 kg  | 472,5 kg |

## Meio-pesado (–90 kg)
| Pos. | Atleta             | Nação                 | Desenvolvimento | Arranco  | Arremesso | Total    |
| ---- | ------------------ | --------------------- | --------------- | -------- | --------- | -------- |
|      | Kaarlo Kangasniemi | Finlândia (FIN)       | 172,5 kg        | 157,5 kg | 187,5 kg  | 517,5 kg |
|      | Jaan Talts         | União Soviética (URS) | 160,0 kg        | 150,0 kg | 197,5 kg  | 507,5 kg |
|      | Marek Gołąb        | Polônia (POL)         | 165,0 kg        | 145,0 kg | 185,0 kg  | 495,0 kg |

## Pesado (+90 kg)
| Pos. | Atleta            | Nação                 | Desenvolvimento | Arranco  | Arremesso | Total    |
| ---- | ----------------- | --------------------- | --------------- | -------- | --------- | -------- |
|      | Leonid Jabotinski | União Soviética (URS) | 200,0 kg        | 170,0 kg | 202,5 kg  | 572,5 kg |
|      | Serge Reding      | Bélgica (BEL)         | 195,0 kg        | 147,5 kg | 212,5 kg  | 555,0 kg |
|      | Joseph Dube       | Estados Unidos (USA)  | 200,0 kg        | 145,0 kg | 210,0 kg  | 555,0 kg |

## Quadro de medalhas
| Pos.               | País                | Ouro | Prata | Bronze | Total |
| ------------------ | ------------------- | ---- | ----- | ------ | ----- |
| 1                  | URS União Soviética | 3    | 3     | 0      | 6     |
| 2                  | JPN Japão           | 1    | 1     | 1      | 3     |
| 3                  | IRI Irã             | 1    | 1     | 0      | 2     |
| 4                  | POL Polônia         | 1    | 0     | 4      | 5     |
| 5                  | FIN Finlândia       | 1    | 0     | 0      | 1     |
| 6                  | HUN Hungria         | 0    | 1     | 1      | 2     |
| 7                  | BEL Bélgica         | 0    | 1     | 0      | 1     |
| 8                  | USA Estados Unidos  | 0    | 0     | 1      | 1     |
| Total (8 entradas) | Total (8 entradas)  | 7    | 7     | 7      | 21    |